# برنامج معلومات الآثار الأردنية المحوسبة
برنامج معلومات الآثار الأردنيّة المُحوسَبة (بالإنجليزية: Jordan Antiquities Database and Information System أو اختصارًا JADIS) هو قاعدة بيانات أردنيّة مُحوسَبة للمواقع الأثريّة. يُعد الأول من نوعه في الوطن العربي، حيث أنشأته دائرة الآثار العامّة عام 1990 بالتعاون مع المركز الأمريكي للأبحاث الشرقيّة (آكور) وبدعم من الوكالة الأمريكيّة للتنمية الدوليّة. استمر حتى عام 2002، تم في حينها تسجيل 10841 موقع أثري.

## وصلات خارجية
- قاعدة البيانات الجغرافية لآثار الشرق الأوسط - الأردن (بالإنجليزية)